# Patrick Claes
Patrick Claes, né le 12 mars 1965, est un judoka belge qui s'aligna, soit dans la catégorie des poids mi-lourds, soit dans la catégorie des poids lourds.
Il est affilié au Judo Club de Lummen dans la province de Limbourg.

## Palmarès
Patrick Claes a fait plusieurs podiums dans des tournois internationaux.
 
Il a été trois fois champion de Belgique U20 et treize fois champion de Belgique sénior :
| Chpt de Belgique sénior | Chpt de Belgique sénior | 1985 | 1986 | 1987 | 1988 | 1989 | 1990 | 1991 | 1992 | 1993 | 1994 | 1995 | 1996 | 1997 | 1998 | 1999 | 2000 | 2001 | 2002 | 2003 |
| ----------------------- | ----------------------- | ---- | ---- | ---- | ---- | ---- | ---- | ---- | ---- | ---- | ---- | ---- | ---- | ---- | ---- | ---- | ---- | ---- | ---- | ---- |
| mi-lourds               | -95 kg                  | 2e   | 1er  | 1er  | 3e   | 1er  | 1er  | 1er  | 1er  | 1er  | 2e   |      | 1er  |      |      |      |      |      |      |      |
| poids lourds            | +95 kg                  |      |      |      |      |      |      |      |      |      |      | 2e   |      | 2e   |      |      |      |      |      |      |
| mi-lourds               | -100 kg                 |      |      |      |      |      |      |      |      |      |      |      |      |      | 1er  | -    | -    | -    |      |      |
| poids lourds            | +100 kg                 |      |      |      |      |      |      |      |      |      |      |      |      |      |      |      |      |      | 3e   | 1er  |
| toutes catégories       | toutes catégories       |      | 3e   | 3e   |      | 1er  | 3e   |      | 1er  |      | 1er  |      |      |      |      |      |      |      |      |      |